# 麻芛

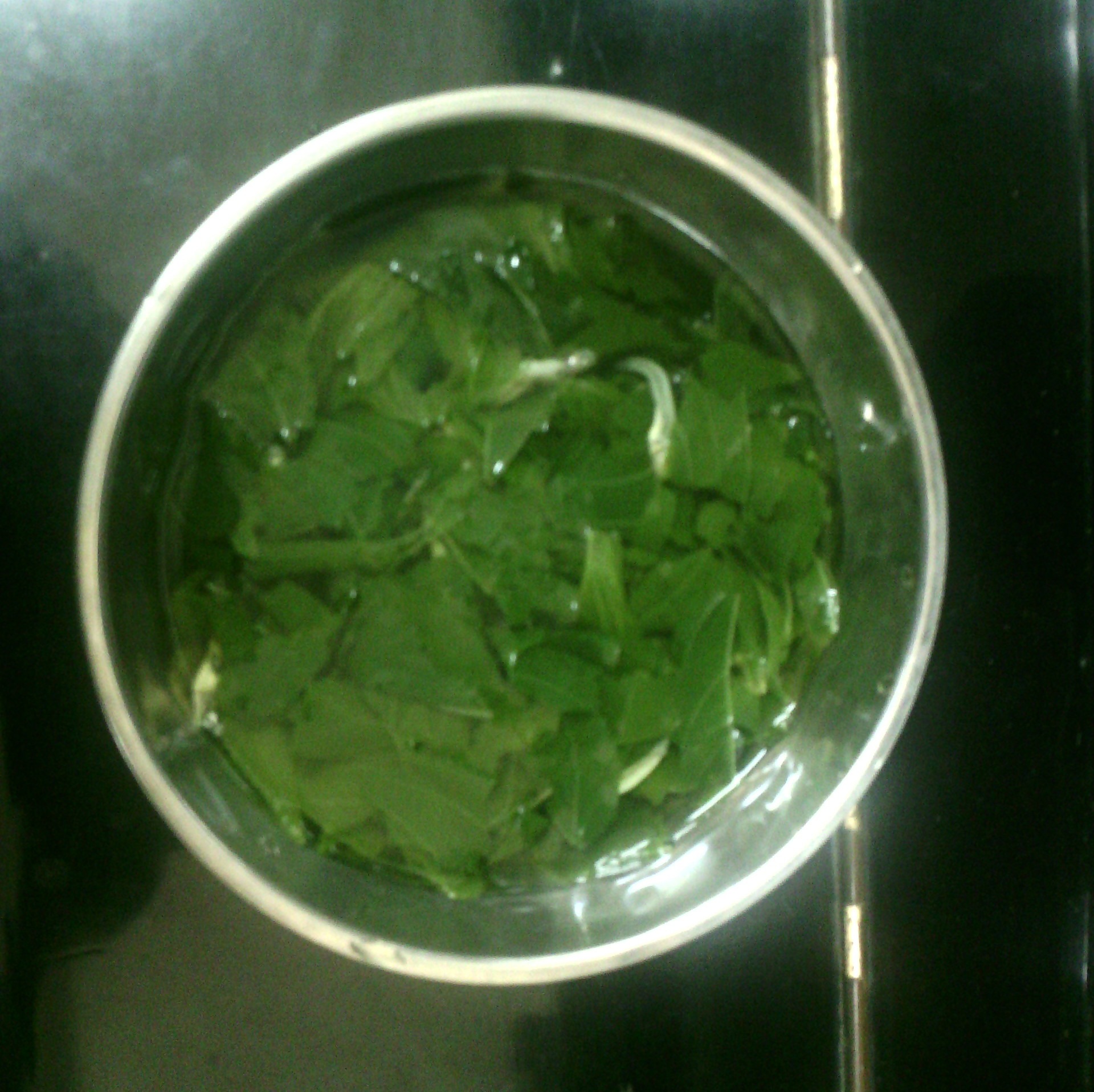
麻薏湯

麻穎（台語白話字：môa-íⁿ），又名麻薏、蔴薏、麻芛等。

## 簡介
麻芛為黃麻嫩芽，盛產於夏季，台灣中部地區常用來煮湯食用。台灣日治時期時，黃麻纖維多製作成麻布袋使用，故有種植黃麻需求。但黃麻在塑膠工業興起後便逐漸被取代。

## 飲食文化
黃麻是臺中地區的特產之一，在彰化以北、豐原以南才有栽種。台中市南屯區土地肥、水質美，又有大肚山台地阻擋著冬季的東北季風，最適合種黃麻。黃麻又稱苦麻，黃麻的種類有種子成圓形的圓果種及種子是長形的長果種，但據說台灣所栽培的皆為吃起來有苦澀味的圓果種（長果種則不具苦澀味）。每年三月播種，夏季收成，人們採下黃麻的嫩葉，經撿、搓、揉、洗四步驟去除苦味，並可依個人口味煮出特有的消暑麻芛湯。
麻芛是指它的嫩芽，黃麻是早期拿來做麻布袋的植物。而麻芛湯的作法，一般就是撕下黃麻嫩葉後搓揉，去除黏液及沖洗苦汁後，也有用小蘇打軟化，加入小魚乾(吻仔魚)及地瓜一起煮，有些人家還會加入秋葵或是莧菜或空心菜葉，芶芡後即是消暑的麻芛湯。

### 營養
麻芛原產於埃及地中海，有著豐富的維他命B1、維他命B2、鉀、鈣、磷、鐵以及葉紅素。
麻芛的葉紅素是紅蘿蔔的1.5倍，菠菜的3倍，維他命B1是芹菜的3.5倍，因此又被稱為「埃及國王菜」。
麻芛具有高抗氧化的功能，內含有豐富的多元酚，抑止自由基生成，本身消暑、清肺火，帶苦味
麻芛對人體有很大的幫助，不僅盛夏時飲用能夠降火氣、消暑，也能起到抗氧化、顧胃、幫助排便等功效。此外，也能用來拌米飯，增加飽足感。

## 文化推廣
- 麻芛文化館：是臺中市第一座民間文化館，由財團法人萬和文教基金會向行政院文建會爭取設置。展示館的內容包括：南屯區的歷史軌跡、珍品典藏、黃麻歷史、麻芛文化在南屯、創意藝廊等五大主題，麻芛文化館是以早期的食材，架構早期的歷史傳統及介紹常民文化。[4]
- 豐原麻芛文化祭：首屆於2019年6月開辦，在臺中市歷史建築「舊頂街派出所」舉行。
- 復耕、鄉土教育：近年臺中當地開始有復耕的號召，以「有土地、有農民、才有麻芛」讓麻芛的草根性與鄉土味喚起臺中人對土地的疼惜，並藉此推動國小鄉土教育。

## 源考
學名 (Corchorus capsularis  L.)，為田麻科黃麻屬一年生草本植物，原產於印度等地，約於 1,600 年代由荷蘭人引進臺灣種植。栽培容易且非常耐熱，夏季為其主要生產季節，「春天3月就可播種，發育快速定植後約一個月就可開始採收，可連續採收到夏季的八、九月」，但入秋後因日照變短容易開花結實，且溫度下降故較不適合種植，是一種臺灣中部（臺中、彰化等地）夏季常見的鄉土植物。「中部常以黃麻的嫩葉，經過搓揉，減少苦味的步驟，加入地瓜和魩仔魚等煮出清涼消暑的麻芛湯，是先民應對炎夏中暑的智慧。」黃麻的種類有果莢為圓形的圓果種，吃起來有苦澀味；及呈長形的長果種，不具苦澀味，葉子不需搓揉，又名［埃及國王菜］、「埃及甜麻」或「長蒴黃麻」，兩種皆可入菜。
麻芛只在中部作為食用，與設置在豐原街的帝國纖維株式會社豐原工場（前身為臺灣製麻株式會社的豐原工場）有關。早期紡織業為了製造麻布、麻繩等用品，在中部鼓勵種植黃麻，後來經濟作用退場，卻在中部留下了進食黃麻的嫩芽的「麻薏」飲食文化。
製作麻芛的作物「黃麻」原是製作麻布、麻袋、麻繩的原料。賴志彰教授在《豐原街市發展》文中提及西元1931年前後，豐原的工業發展：最具規模與意義者，第一是製材業，其次為製麻工場。黃麻在日治時代曾是中部地區重要經濟作物，黃麻的纖維被用於製作麻袋與麻繩。日治時代中期，臺灣糖米拚外銷，需用大量麻布袋，因此日治初期的明治38年（1905年）6月在臺中廳籌設「臺灣製麻會社」，1905年9月在豐原成立黃麻紡織工場（簡稱：製麻工場），經二年期的建廠與裝設機械，正式在豐原街14番地成立，以栽培麻纖維、並以麻布、麻袋、麻絲製造販售為主，當時於本島南、北及東京、大阪均設置代理店，為當時豐原極為重要的製造業之一。大正元年〈西元1912年〉「臺灣製麻會社」解散改組為「臺灣製麻株式會社」，社址設在「豐原29番地」，位置就在現在的豐原火車站西側東北街以迄隆豐社區一帶，緊鄰葫蘆墩圳東汴幹線，當時地方人們都稱之為「布袋會社」。原以豐原種植最多，後來漸漸在潭子、石岡、臺中南屯附近也都種植很多，這與當時臺灣總督府的政策鼓勵有關。戰後被併購，最後改組為民營公司的臺灣工礦公司的豐原紡織廠，約在1950-60年代麻布袋需求與黃麻種植還很興盛，真正使黃麻產業消失的是塑化原料的興起。如今「布袋會社」工廠已不存在，生產基地也改建為住宅。
民國46年後，開始出現可食用的改良矮種黃麻（麻薏）。

## 其他
- 「阿嬤的滋味」食譜：為將摘下的麻葉嫩葉搓走苦汁，經撿、搓、揉、洗後而DIY出的精萃，可自行選配地瓜（蕃薯）、小魚乾、秋葵等，即可熬煮出晶瑩透亮的麻芛湯，放涼後就是最佳消暑湯品（可冷藏），是先民應對炎夏中暑的智慧。但帶點甘苦味，不喜歡甘苦味可用埃及甜麻取代。
- 食用部位是植物的嫩梢及新葉，它含有豐富的β-胡蘿蔔素（會轉生成維生素A）、 維生素B1 、B2和多種礦物質，還含有高的抗氧化成分，是不可多得的健康蔬菜；其中飽含果膠、半乳聚糖等多醣類水溶性植物纖維組成的高粘膠液，但鉀離子偏高，100公克的麻芛含鉀約623毫克，洗腎病患應少吃。
- 麻芛的原料「黃麻」製作的麻製品，是近來推廣環保減塑的替代品選項之一。

## 相關連結
- 臺灣小吃
- 臺灣料理
- 台灣飲食
- 大麵焿
- 忠孝路夜市
- 麻芛冰淇淋
- 黃麻 Corchorus Capsularis （页面存档备份，存于）